# Hans de Boer
Hans Andries de Boer (ur. 30 maja 1937 w Velsen) – holenderski polityk i samorządowiec, deputowany, sekretarz stanu, w 1982 minister.

## Życiorys
Uczył się w trybie wieczorowym w szkole średniej o profilu handlowym w rodzinnej miejscowości. Później kształcił się w instytucji Nederlands Instituut voor Efficiency. Pracował m.in. jako handlowiec i jako kierownik administracyjny w fabryce wyrobów papierniczych. W latach 1964–1971 był sekretarzem generalnym w CKB, chrześcijańskim związku sektora spożywczego. Działał w Partii Antyrewolucyjnej. W latach 1966–1970 był przewodniczącym powiązanej z nią młodzieżówki ARJOS, od 1975 do 1980 zajmował organizacyjne stanowisko przewodniczącego partii. W 1980 wraz z ARP dołączył do Apelu Chrześcijańsko-Demokratycznego.
W latach 1966–1972 zasiadał w radzie Holandii Północnej. W latach 1971–1974 był radnym miasta Velsen, do 1973 wchodził w skład władzy wykonawczych tej miejscowości, odpowiadając m.in. za finanse i sprawy gospodarcze. W latach 1972–1981 oraz 1982–1983 wykonywał mandat posła do Tweede Kamer. Od września 1981 do maja 1982 był sekretarzem stanu w ministerstwie kultury, wypoczynku i pracy socjalnej. Następnie do listopada 1982 w radzie ministra kierował tym resortem w trzecim rządzie Driesa van Agta. Od października 1982 nie wykonywał jednak obowiązków z uwagi na stan zdrowia. W latach 1983–1986 był burmistrzem gminy Haarlemmermeer, a od 1986 do 1995 sekretarzem generalnym ministerstwa odpowiedzialnego za zabezpieczenie społeczne, zdrowie i kulturę. Później do 2007 kierował instytucją zajmującą się reorganizacją placówek szpitalnych.

## Odznaczenia
- Order Lwa Niderlandzkiego III klasy (1980)[2]
- Order Oranje-Nassau II klasy[2]